# Oribotritia nasalis
Oribotritia nasalis är en kvalsterart som beskrevs av Wojciech Niedbała 2003. Oribotritia nasalis ingår i släktet Oribotritia och familjen Oribotritiidae. Inga underarter finns listade i Catalogue of Life.